# Khổng Dĩnh Đạt
Khổng Dĩnh Đạt (tiếng Trung: 孔穎達; Wade–Giles: K'ung Ying-ta; 574 – 648), là một triết gia thời Tùy mạt Đường sơ. Ông là một tín đồ Nho gia kiên định và được xem là một trong những học giả Nho giáo có ảnh hưởng lớn nhất trong lịch sử Trung Quốc. Tác phẩm quan trọng nhất của ông là Ngũ kinh chính nghĩa, trở thành giáo trình chuẩn cho các kỳ thi khoa cử và là nền tảng cho mọi chú giải chính thức về Ngũ kinh trong tương lai. Ngoài ra, Khổng Dĩnh Đạt còn "thông thạo toán học và lịch pháp."

## Thiếu thời
Khổng Dĩnh Đạt sinh năm 574 tại Hành Thủy, Ký Châu, thuộc nước Bắc Tề thời Nam–Bắc triều. Ông được cho là hậu duệ đời thứ 32 của Khổng Tử. Cha của ông là Khổng An (孔安), ông nội Khổng Thạc (孔碩), cùng cụ nội Khổng Linh Quy (孔靈龜) đều từng giữ các chức vụ cao trong triều đình.
Khổng Dĩnh Đạt bắt đầu tiếp xúc các kinh điển Nho giáo từ khi còn nhỏ. Sau đó, ông theo học Lưu Xước (劉焯), một nhà kinh điển học và thiên văn học nổi tiếng đương thời và được truyền dạy về Thượng Thư cùng các chú giải của Đỗ Dự về Tả Truyện. 

## Sự nghiệp
Đầu thời Tùy Dạng Đế, Khổng Dĩnh Đạt tham gia kỳ thi Minh Kinh, đạt thành tích cao và được bổ nhiệm làm Học sĩ huyện Hà Nội. Sau đó, Dạng Đế mở rộng việc tuyển chọn các nho sĩ hàng đầu từ khắp nơi đến Lạc Dương, và yêu cầu học sĩ của Quốc Tử Giám tranh luận với các bậc nho sĩ nổi tiếng trong nước. Dưới sự đánh giá của Dương Đạt, Khổng Dĩnh Đạt được xếp hạng cao nhất. Tuy nhiên, vì tuổi còn trẻ, sự thành công của Khổng đã khiến nhiều bậc nho sĩ lão làng ý ghen tị. Họ thậm chí thuê sát thủ để hãm hại ông, nhưng may mắn Khổng được Dương Huyền Cảm cất giấu trong phủ nên thoát nạn. Sau đó, ông được bổ nhiệm làm trợ giáo tại Thái Học. Khi nhà Tùy suy sụp, ông tránh chiến loạn bằng cách ẩn náu tại Vũ Lao.
Sau khi Tần Vương Lý Thế Dân dẹp yên Vương Thế Sung, Khổng Dĩnh Đạt được triệu vào làm học sĩ tại Văn Học Quán phủ Tần. Năm Vũ Đức thứ 9 (626) thời Đường Cao Tổ, ông được thăng làm Quốc Tử Bác Sĩ. Đầu thời Trinh Quán (627) thời Đường Thái Tông, ông được phong Nam tước huyện Khúc Phụ, sau đó chuyển sang làm Thị Trung. Năm 632, Khổng Dĩnh Đạt được bổ nhiệm làm Quốc Tử Tư Nghiệp, và một năm sau đó, thăng lên chức Thái Tử Hữu Thứ Tử, đồng thời cùng Ngụy Trưng biên soạn bộ Tùy Sử và kiêm nhiệm chức Tán Kỵ Thường Thị. Năm Trinh Quán thứ 11, ông tham gia biên soạn bộ Ngũ Lễ, và sau khi hoàn thành được phong lên tước Tử. 
Năm 640, Đường Thái Tông thân đến Quốc học để tổ chức đại lễ tế Khổng Tử. Ông lệnh cho Khổng Dĩnh Đạt giảng giải về Hiếu Kinh. Sau khi giảng xong, Khổng Dĩnh Đạt dâng lên bài Thích Điện Tụng, và Đường Thái Tông đã ban chiếu khen ngợi ông. Sau đó, khi Thái tử Lý Thừa Càn hành xử không theo lễ pháp, Khổng Dĩnh Đạt nhiều lần thẳng thắn khuyên ngăn. Vú nuôi của Thừa Càn là Tùy An phu nhân đã nói với Khổng Dĩnh Đạt: “Thái tử đã trưởng thành rồi, sao ông cứ khiến ngài mất mặt như thế?” Khổng đáp: “Đã được quốc gia ban ân trọng, chết không hối tiếc.” Ông càng ra sức khuyên can, nhưng Thái tử Lý Thừa Càn vẫn không nghe lời.
Trước đó, Khổng Dĩnh Đạt cùng với Nhan Sư Cổ, Tư Mã Tài Chương, Vương Cung và Vương Diệm đã nhận lệnh biên soạn và chú giải Ngũ Kinh, tổng cộng một trăm tám mươi quyển, gọi là Ngũ Kinh Chính Nghĩa. Đường Thái Tông đã ban chiếu, viết rằng: “Các khanh đã khảo sát rộng khắp cổ kim, dung hòa nghĩa lý, xét kỹ các quan điểm khác biệt của các nho sĩ trước đây và hòa hợp với ý nghĩa sâu xa của Thánh nhân, quả là bất hủ.” Ông ra lệnh đưa sách này đến Quốc Tử Giám để giảng dạy, đồng thời ban thưởng cho Khổng Dĩnh Đạt ba trăm đoạn lụa. Cùng thời điểm đó, Thái học Bác sĩ Mã Gia Vận đã phê bình Chính Nghĩa do Khổng biên soạn. Đường Thái Tông ban chiếu yêu cầu Khổng Dĩnh Đạt chỉnh sửa, nhưng ông qua đời trước khi hoàn tất.
Đến năm 642, tác phẩm hoàn thành và được đích thân hoàng đế đặt tên là Ngũ kinh chính nghĩa. Năm thứ 18, chân dung của ông được treo ở Lăng Yên các để tôn vinh. Năm 648, Khổng Dĩnh Đạt ông qua đời, được an táng ở Chiêu Lăng, truy phong Thái Thường Khanh và tặng danh hiệu Hiến.

## Di sản
Khổng Dĩnh Đạt đã chủ trì biên soạn Chu Dịch chính nghĩa, tổng kết các thành tựu nghiên cứu trước đó. Mặc dù dựa trên bản chú của Vương Bật và Hàn Khang Bá, ông không bài xích các quan điểm từ các trường phái khác, mở đầu cho sự bổ sung qua lại giữa lý thuyết và hình tượng trong Kinh Dịch. Ông giải thích sự hình thành của bát quái và sáu mươi tư quẻ qua quan điểm thống nhất giữa hình tượng và lý thuyết, đề xuất quan điểm riêng về Thái Cực thông qua việc diễn giải các chương "Đại Diễn Chi Số" và "Dịch Hữu Thái Cực". Khổng Dĩnh Đạt dùng quan niệm "đạo thể và khí dụng" để lý giải sự tồn tại và không tồn tại, coi "đạo" là nguyên lý tự nhiên và vô vi, diễn giải câu "nhất âm nhất dương chi vị đạo".
Thành tựu lớn nhất của Khổng Dĩnh Đạt là chủ trì biên soạn Ngũ kinh chính nghĩa, qua đó kết thúc tình trạng chia rẽ trong giới kinh học từ thời Hán đến Ngụy. Tác phẩm của ông giúp hệ thống hóa kinh học phục vụ nhu cầu chính trị của nhà Đường, được Đường Thái Tông ca ngợi là "Khổng Tử đất Quan Tây" và là "Phục Sinh tái thế". Ngũ kinh chính nghĩa cũng trở thành tài liệu chuẩn cho các kỳ thi khoa cử suốt nhiều thế hệ, góp phần hoàn thiện hệ thống khoa cử vốn đã hình thành từ thời nhà Tùy, ảnh hưởng sâu rộng đến chế độ văn quan của các triều đại sau đó.